# Cerseuil
Cerseuil ist eine französische Gemeinde mit 88 Einwohnern (Stand: 1. Januar 2022) im Département Aisne in der Region Hauts-de-France (frühere Region: Picardie). Sie gehört zum Arrondissement Soissons und zum Kanton Fère-en-Tardenois. Die Einwohner werden als Cerseuillois(es) bezeichnet.

## Geographie
Die Gemeinde Cerseuil mit dem Ortsteil Le Moulin liegt südlich oberhalb des Tals der Vesle, eines linken Zuflusses der Aisne, rund 18 Kilometer ostsüdöstlich von Soissons. 

### Nachbargemeinden
Umgeben ist Cerseuil von den Nachbargemeinden Braine im Norden, Limé im Osten, Jouaignes und Lesges im Süden, Couvrelles im Westen sowie Augy im Nordwesten.

## Bevölkerungsentwicklung
| Jahr                       | 1962 | 1968 | 1975 | 1982 | 1990 | 1999 | 2009 | 2018 |
| Einwohner                  | 118  | 81   | 67   | 71   | 72   | 80   | 89   | 89   |
| Quellen: Cassini und INSEE |      |      |      |      |      |      |      |      |

## Sehenswürdigkeiten
- Kirche Saint-Pierre aus dem 12. und 13. Jahrhundert, 1920 als Monument historique klassifiziert (Base Mérimée PA00115576).

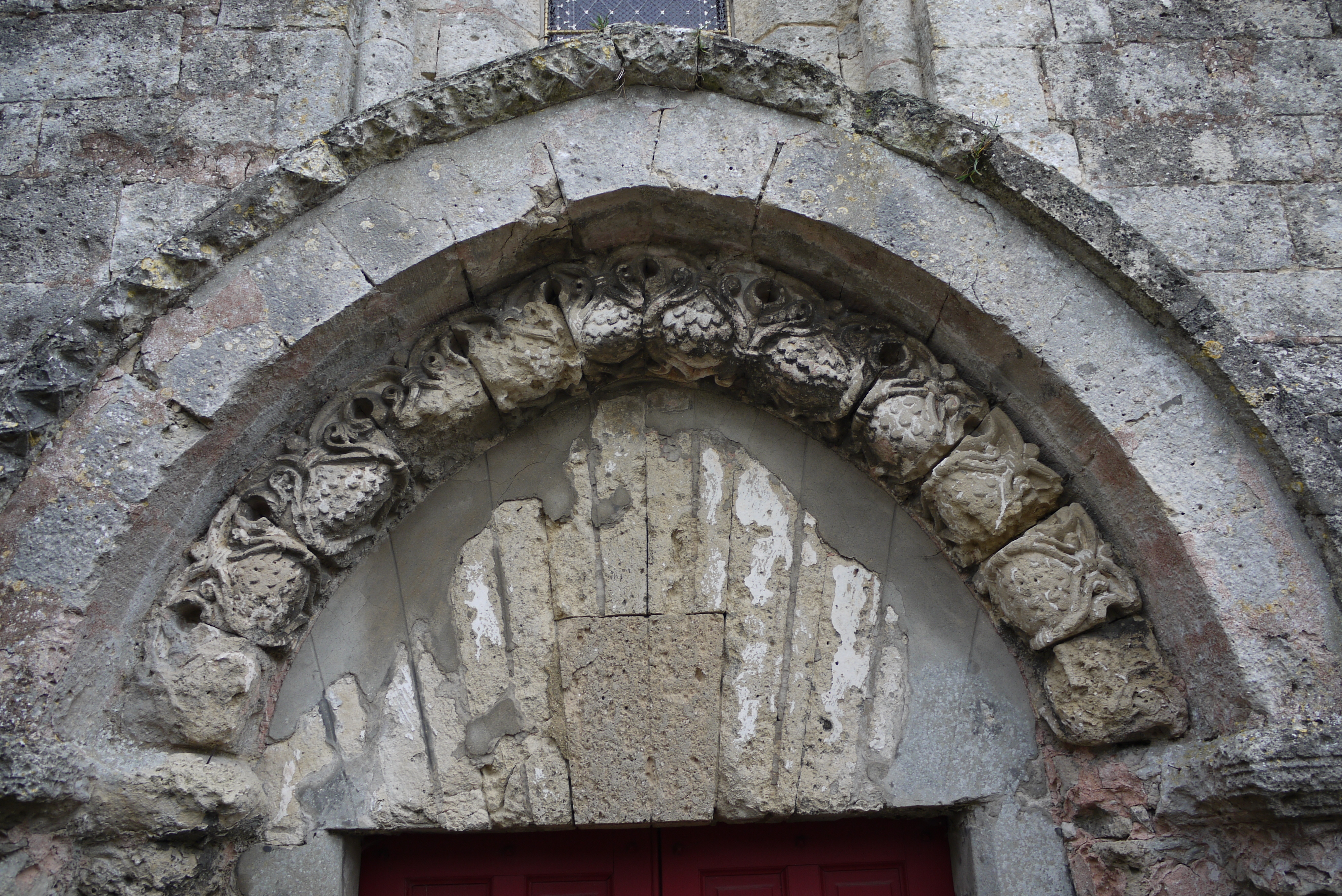
Detail des Kirchenportals